# 南洲镇 (株洲市)
南洲镇，原名洲坪乡，是中华人民共和国湖南省株洲市渌口区下辖的一个乡镇级行政单位。

## 行政区划
洲坪乡下辖以下地区：
昭陵社区、清水塘村、泗洲站村、马洲村、洪垅村、五架桥村、石板桥村、喜鹊桥村、昭陵村、霞石村、大观村、田家冲村、乌鸦山村、许家湾村、将军村、乌石垅村、北坪村、农科站村、荷塘村、江边村和菜花桥村。

## 交通
- 京广铁路：三门站